# Éroudeville
Éroudeville – miejscowość i gmina we Francji, w regionie Normandia, w departamencie Manche.
Według danych na rok 1990 gminę zamieszkiwało 208 osób, a gęstość zaludnienia wynosiła 43 osoby/km² (wśród 1815 gmin Dolnej Normandii Éroudeville plasuje się na 678. miejscu pod względem liczby ludności, natomiast pod względem powierzchni na miejscu 895.).